# Сухомлинов Олег Валерійович
О́лег Вале́рійович Сухомли́нов (7 серпня 1970) — український футболіст, захисник. Відомий задяки виступам у складі «ЦСКА-Борисфен», рівненського «Вереса» та естонської «Лантани».

## Життєпис
Олег Сухомлинов розпочав кар'єру в складі «Динамо-3», що у сезоні 1992/93 брало участь у чемпіонаті України серед аматорів. Наступного сезону перейшов до складу «Борисполя», з яким став переможцем другої ліги. Після реорганізації клубу залишився у «ЦСКА-Борисфен», проте втратив місце у основі, з'являючись на полі вкрай рідко. Здобув разом з командою путівку до вищої ліги, після чого залишив клуб. Сезон 1995/96 провів у складі рівненського «Вереса».
1996 року підписав контракт з естонською «Лантаною». Провів у чемпіонаті всього 5 ігор, після чого завершив професійну футбольну кар'єру.

## Досягнення
- Чемпіон Естонії (1): 1996/97
- Переможець другої ліги чемпіонату України (1): 1993/94
- Брав участь у «срібному» (1994/95) сезоні «ЦСКА-Борисфен» у першій лізі, однак провів замало матчів для отримання медалей.

## Родина
- Брат — Сухомлинов Владислав Валерійович (1978), український футболіст та суддя, виступав на позиції захисника та півзахисника.
- Син — Сухомлинов Рудольф Олегович (1993), український футболіст, захисник клубу «Волинь».